# Frida Matsdotter
Frida Sofia Matsdotter Sjöblom, född 8 juli 1971, är en svensk tonsättare och musiker inom jazz, folkmusik och pop. Hon är uppväxt på Björkö i norra delen av Stockholms skärgård och utbildad vid Sjöviks Folkhögskola i Dalarna och på musikvetenskapliga institutionen vid Uppsala Universitet.
År 1998 erhöll Matsdotter Gunnar Wennerbergs resestipendium på drygt 50 000 svenska kronor, vilket möjliggjorde studier i komposition och improvisation i Lake Placid, New York, för bland andra Bob Brookmeyer, Jim McNeely, Kenny Werner, Rufus Reid, Dave Liebman och Jane Ira Bloom. Därutöver har Matsdotter tilldelats en mängd stipendier: Norrtälje kommuns kulturstipendium 1998, SAMI:s stipendium för repertoarutveckling 1999. År 2000, 2002 och 2003 har hon fått Konstnärsnämndens kompositionsstipendium, och 2002 dessutom  ett stipendium för beställningsverk. År 2003 tilldelades hon Svenska byggnadsarbetareförbundets kulturstipendium.
År 2000 gav hon ut CD:n Tivoli på STIM:s skivbolag Phono Suecia. Materialet är helt och hållet hennes eget, även om hon fått hjälp med den isländska texten på ett av spåren.

## Diskografi
- 2000 - Tivoli[3]